# Seznam vítězů mužské čtyřhry na US Open
Seznam vítězů mužské čtyřhry na US Open uvádí přehled šampionů mužské deblové soutěže na tenisovém turnaji US Open.
US Open je tenisový Grand Slam, každoročně hraný na přelomu srpna a září jako závěrečná část čtyřdílné grandslamové kategorie. Do roku 1974 probíhal na trávě, v letech 1975 až 1977 na antuce Har-Tru a od roku 1978, kdy byl přesunut do areálu Národního tenisového centra Billie Jean Kingové ve Flushing Meadows newyorského Queensu, se odehrává na tvrdém povrchu. Americký major byl založen v roce 1881 v Newportu a po Wimbledonu je tak druhým nejstarším grandslamem. Předchozími dějišti byly Newport (1881–1914), Forest Hills (1915–1920, 1924–1977) a Filadelfie (1921–1923).
Nejvyšší počet šesti titulů v amatérské éře vyhráli Američané Richard Sears (1882–1887) a Holcombe Ward (1899–1901 a 1904–1906). Nejvyšší počet šesti trofejí v otevřené éře vybojoval Američan Mike Bryan (2005, 2008, 2010, 2012, 2014 a 2018). Spolu s dvojčetem Bobem Bryanem vytvořili rekord pěti párových titulů. Již v rané fázi turnaje, 80. letech devatenáctého století, získala stejný počet triumfů dvojice Richard Sears a James Dwight.
Rekordních deset finále odehrál Američan Fred Alexander v prvních dvou desetiletích dvacátého století, z toho pětkrát vítězně. V otevřené éře sdílejí sedmi finálovými účastmi rekord Mike Bryan s Indem Leandrem Paesem.

## Historie
Mužská čtyřhra měla premiéru v sezóně 1881 stejně jako mužská dvouhra, šest let před prvním ročníkem žen. Původní název grandslamu zněl „U.S. National Singles Championships for Men“.

### Formát
Od prvního ročníku se hrálo ve formátu standardního pavouka zakončeného finálem. Účast v prvních třech letech však byla omezena na tenisty hrající v amerických klubech. V období 1881–1885 se všechny zápasy konaly na dvě vítězné sady, vyjma finále na tři vítězné sety. Od roku 1886 pak muži změnili formát utkání a k výhře v každém zápase bylo potřeba získat tři sady. Později se vrátil formát dvou vítězných sad. Mezi roky 1890–1906 se konaly oddělené turnaje čtyřher v místních klubech na východním a západním pobřeží, z nichž vzešly dva nejlepší deblové páry, které sehrály barážový zápas v Newportu. Jeho vítězové se pak střetli ve vyzývacím finále s obhájci trofeje o titul.
Tiebreak byl jako ukončení všech sad zaveden v roce 1970. Do sezóny 1974 byl uplatňován systém náhlé smrti po devátém bodu zkrácené hry (za stavu 8:8). Od roku 1975 je praktikován standardní formát minimálního rozdílu dvou bodů po odehrání dvanácti míčů. Do sezóny 2019 US Open představoval jediný grandslamový turnaj, jenž využíval tiebreak i v rozhodujících setech zápasů. V roce 2022 byl na grandslamech zaveden jednotný formát ukončení rozhodujících setů utkání. Za stavu her 6–6 v rozhodující sadě tak následuje supertiebreak do 10 bodů, s minimálně dvoubodovým rozdílem.

### Povrch
V letech 1887–1974 grandslam probíhal na trávě a mezi roky 1975 až 1977 na zelené antuce „Har-Tru“ ve Forest Hills. Od roku 1978 se odehrává v areálu Billie Jean Kingové ve Flushing Meadows na tvrdém povrchu, kterým byl až do roku 2019 DecoTurf. Minimálně pro sezóny jej nahradil 2020–2025 středně pomalý povrch Laykold.

### Věkové rekordy
Jako nejstarší si titul v otevřené éře odvezl Američan Mike Bryan, když v roce 2018 vyhrál ve věku 40 let a 4 měsíců. Nejstarším deblovým finalistou open éry napříč grandslamy se v roce 2023 stal Ind Rohan Bopanna ve 43 letech a 6 měsících.

### Pohár pro vítěze
Vítězové získávají repliky stříbrného poháru „US Open Trophy“ ve stejné velikosti, jejichž výrobu v roce 1987 převzala klenotnická firma Tiffany & Co.

## Přehled finále

### United States National Championships
| Rok  | vítězové                                 | poražení finalisté                                   | výsledek                  |
| ---- | ---------------------------------------- | ---------------------------------------------------- | ------------------------- |
| 1881 | Clarence Clark Frederick Winslow Taylor  | Alexander Van Rensselaer Arthur E. Newbold           | 6–5, 6–4, 6–5             |
| 1882 | Richard Sears James Dwight               | Crawford Nightingale G. M. Smith                     | 6–2, 6–4, 6–4             |
| 1883 | Richard Sears James Dwight               | Alexander Van Rensselaer Arthur E. Newbold           | 6–0, 6–2, 6–2             |
| 1884 | Richard Sears James Dwight               | Alexander Van Rensselaer Walter Van Rensselaer Berry | 6–4, 6–1, 8–10, 6–4       |
| 1885 | Richard Sears Joseph Clark               | Henry Slocum Wallace P. Knapp                        | 6–3, 6–0, 6–2             |
| 1886 | Richard Sears James Dwight               | Howard Taylor Godfrey Brinley                        | 7–5, 6–8, 7–5, 6–4        |
| 1887 | Richard Sears James Dwight               | Howard Taylor Henry Slocum                           | 6–4, 3–6, 2–6, 6–3, 6–3   |
| 1888 | Oliver Campbell Valentine Hall           | Clarence Hobart Edward MacMullen                     | 6–4, 6–2, 6–2             |
| 1889 | Henry Slocum Howard Taylor               | Valentine Hall Oliver Campbell                       | 6–1, 6–3, 6–2             |
| 1890 | Valentine Hall Clarence Hobart           | Charles Carver John Ryerson                          | 6–3, 4–6, 6–2, 2–6, 6–3   |
| 1891 | Oliver Campbell Bob Huntington           | Valentine Hall Clarence Hobart                       | 6–3, 6–4, 8–6             |
| 1892 | Oliver Campbell Bob Huntington           | Valentine Hall Edward L. Hall                        | 6–4, 6–2, 4–6, 6–3        |
| 1893 | Clarence Hobart Fred Hovey               | Oliver Campbell Bob Huntington                       | 6–3, 6–4, 4–6, 6–2        |
| 1894 | Clarence Hobart Fred Hovey               | Carr Neel Sam Neel                                   | 6–3, 8–6, 6–1             |
| 1895 | Malcolm Chace Robert Wrenn               | Clarence Hobart Fred Hovey                           | 7–5, 6–1, 8–6             |
| 1896 | Carr Neel Sam Neel                       | Robert Wrenn Malcolm Chace                           | 6–3, 1–6, 6–1, 3–6, 6–1   |
| 1897 | Leo Ware George Sheldon                  | Harold Mahony Harold Nisbet                          | 11–13, 6–2, 9–7, 1–6, 6–1 |
| 1898 | Leo Ware George Sheldon                  | Holcombe Ward Dwight F. Davis                        | 1–6, 7–5, 6–4, 4–6, 7–5   |
| 1899 | Holcombe Ward Dwight F. Davis            | Leo Ware George Sheldon                              | 6–4, 6–4, 6–3             |
| 1900 | Holcombe Ward Dwight F. Davis            | Fred Alexander Raymond Little                        | 6–4, 9–7, 12–10           |
| 1901 | Holcombe Ward Dwight F. Davis            | Leo Ware Beals Wright                                | 6–3, 9–7, 6–1             |
| 1902 | Reginald Doherty Lawrence Doherty        | Holcombe Ward Dwight F. Davis                        | 11–9, 12–10, 6–4          |
| 1903 | Reginald Doherty Lawrence Doherty        | Kreigh Collins L. Harry Waidner                      | 7–5, 6–3, 6–3             |
| 1904 | Holcombe Ward Beals Wright               | Kreigh Collins Raymond Little                        | 1–6, 6–2, 3–6, 6–4, 6–1   |
| 1905 | Holcombe Ward Beals Wright               | Fred Alexander Harold Hackett                        | 6–4, 6–4, 6–1             |
| 1906 | Holcombe Ward Beals Wright               | Fred Alexander Harold Hackett                        | 6–3, 3–6, 6–3, 6–3        |
| 1907 | Fred Alexander Harold Hackett            | Nat Thornton Bryan M. Grant                          | 6–2, 6–1, 6–1             |
| 1908 | Fred Alexander Harold Hackett            | Raymond Little Beals Wright                          | 6–1, 7–5, 6–2             |
| 1909 | Fred Alexander Harold Hackett            | Maurice McLoughlin George Janes                      | 6–4, 6–4, 6–0             |
| 1910 | Fred Alexander Harold Hackett            | Tom Bundy Trowbridge Hendrick                        | 6–1, 8–6, 6–3             |
| 1911 | Raymond Little Gus Touchard              | Fred Alexander Harold Hackett                        | 7–5, 13–15, 6–2, 6–4      |
| 1912 | Maurice McLoughlin Tom Bundy             | Raymond Little Gus Touchard                          | 3–6, 6–2, 6–1, 7–5        |
| 1913 | Maurice McLoughlin Tom Bundy             | John Strachan Clarence Griffin                       | 6–4, 7–5, 6–1             |
| 1914 | Maurice McLoughlin Tom Bundy             | George Church Dean Mathey                            | 6–4, 6–2, 6–4             |
| 1915 | Clarence Griffin Bill Johnston           | Maurice McLoughlin Tom Bundy                         | 2–6, 6–3, 6–4, 3–6, 6–3   |
| 1916 | Clarence Griffin Bill Johnston           | Maurice McLoughlin Ward Dawson                       | 6–4, 6–3, 5–7, 6–3        |
| 1917 | Fred Alexander Harold Throckmorton       | Harry Johnson Irving Wright                          | 11–9, 6–4, 6–4            |
| 1918 | Vincent Richards Bill Tilden             | Fred Alexander Beals Wright                          | 6–3, 6–4, 3–6, 2–6, 6–2   |
| 1919 | Norman Brookes Gerald Patterson          | Vincent Richards Bill Tilden                         | 8–6, 6–3, 4–6, 4–6, 6–2   |
| 1920 | Clarence Griffin Bill Johnston           | Willis E. Davis Roland Roberts                       | 6–2, 6–2, 6–3             |
| 1921 | Vincent Richards Bill Tilden             | Watson Washburn Richard Norris Williams              | 13–11, 12–10, 6–1         |
| 1922 | Vincent Richards Bill Tilden             | Pat O'Hara Wood Gerald Patterson                     | 4–6, 6–1, 6–3, 6–4        |
| 1923 | Brian Norton Bill Tilden                 | Watson Washburn Richard Norris Williams              | 3–6, 6–2, 6–3, 5–7, 6–2   |
| 1924 | Howard Kinsey Robert Kinsey              | Pat O'Hara Wood Gerald Patterson                     | 7–5, 5–7, 7–9, 6–3, 6–4   |
| 1925 | Vincent Richards Richard Norris Williams | John Hawkes Gerald Patterson                         | 6–2, 8–10, 6–4, 11–9      |
| 1926 | Vincent Richards Richard Norris Williams | Alfred Chapin Bill Tilden                            | 6–4, 6–8, 11–9, 6–3       |
| 1927 | Frank Hunter Bill Tilden                 | Bill Johnston Richard Norris Williams                | 10–8, 6–3, 6–3            |
| 1928 | George Lott John F. Hennessey            | Gerald Patterson John Hawkes                         | 6–2, 6–1, 6–2             |
| 1929 | George Lott John Doeg                    | Berkeley Bell Lewis White                            | 10–8, 1–6, 6–4, 6–1       |
| 1930 | George Lott John Doeg                    | Wilmer Allison John Van Ryn                          | 8–6, 6–3, 3–6, 13–15, 6–4 |
| 1931 | Wilmer Allison John Van Ryn              | Gregory Mangin Berkeley Bell                         | 6–4, 6–3, 6–2             |
| 1932 | Ellsworth Vines Keith Gledhill           | Wilmer Allison John Van Ryn                          | 6–4, 6–3, 6–2             |
| 1933 | George Lott Lester Stoefen               | Frank Shields Frank Parker                           | 11–13, 9–7, 9–7, 6–3      |
| 1934 | George Lott Lester Stoefen               | Wilmer Allison John Van Ryn                          | 6–4, 9–7, 3–6, 6–4        |
| 1935 | Wilmer Allison John Van Ryn              | Don Budge Gene Mako                                  | 6–2, 6–3, 2–6, 3–6, 6–1   |
| 1936 | Don Budge Gene Mako                      | Wilmer Allison John Van Ryn                          | 6–4, 6–2, 6–4             |
| 1937 | Gottfried von Cramm Henner Henkel        | Don Budge Gene Mako                                  | 6–4, 7–5, 6–4             |
| 1938 | Don Budge Gene Mako                      | John Bromwich Adrian Quist                           | 6–3, 6–2, 6–1             |
| 1939 | John Bromwich Adrian Quist               | John Crawford Harry Hopman                           | 8–6, 6–1, 6–4             |
| 1940 | Jack Kramer Ted Schroeder                | Gardnar Mulloy Henry Prusoff                         | 6–4, 8–6, 9–7             |
| 1941 | Jack Kramer Ted Schroeder                | Gardnar Mulloy Wayne Sabin                           | 9–7, 6–4, 6–2             |
| 1942 | Gardnar Mulloy Bill Talbert              | Ted Schroeder Sidney Wood                            | 9–7, 7–5, 6–1             |
| 1943 | Jack Kramer Frank Parker                 | David Freeman Bill Talbert                           | 6–2, 6–4, 6–4             |
| 1944 | Bob Falkenburg Don McNeill               | Francisco Segura Bill Talbert                        | 7–5, 6–4, 3–6, 6–1        |
| 1945 | Gardnar Mulloy Bill Talbert              | Robert Falkenburg Jack Tuero                         | 12–10, 8–10, 12–10, 6–2   |
| 1946 | Gardnar Mulloy Bill Talbert              | Don McNeill Frank Guernsey                           | 3–6, 6–4, 2–6, 6–3, 20–18 |
| 1947 | Jack Kramer Ted Schroeder                | William Talbert Bill Sidwell                         | 6–4, 7–5, 6–3             |
| 1948 | Gardnar Mulloy Bill Talbert              | Frank Parker Ted Schroeder                           | 1–6, 9–7, 6–3, 3–6, 9–7   |
| 1949 | John Bromwich Bill Sidwell               | Frank Sedgman George Worthington                     | 6–4, 6–0, 6–1             |
| 1950 | John Bromwich Frank Sedgman              | Gardnar Mulloy Bill Talbert                          | 7–5, 8–6, 3–6, 6–1        |
| 1951 | Ken McGregor Frank Sedgman               | Don Candy Mervyn Rose                                | 10–8, 6–4, 4–6, 7–5       |
| 1952 | Mervyn Rose Vic Seixas                   | Ken McGregor Frank Sedgman                           | 3–6, 10–8, 10–8, 6–8, 8–6 |
| 1953 | Rex Hartwig Mervyn Rose                  | Gardnar Mulloy Bill Talbert                          | 6–4, 4–6, 6–2, 6–4        |
| 1954 | Vic Seixas Tony Trabert                  | Lew Hoad Ken Rosewall                                | 3–6, 6–4, 8–6, 6–3        |
| 1955 | Kosei Kamó Acuši Mijagi                  | Gerald Moss Bill Quillian                            | 6–3, 6–3, 3–6, 1–6, 6–4   |
| 1956 | Lew Hoad Ken Rosewall                    | Ham Richardson Vic Seixas                            | 6–2, 6–2, 3–6, 6–4        |
| 1957 | Ashley Cooper Neale Fraser               | Gardnar Mulloy Budge Patty                           | 4–6, 6–3, 9–7, 6–3        |
| 1958 | Alex Olmedo Ham Richardson               | Sam Giammalva Barry MacKay                           | 3–6, 6–3, 6–4, 6–4        |
| 1959 | Roy Emerson Neale Fraser                 | Alex Olmedo Earl Buchholz                            | 3–6, 6–3, 5–7, 6–4, 7–5   |
| 1960 | Roy Emerson Neale Fraser                 | Rod Laver Bob Mark                                   | 9–7, 6–2, 6–4             |
| 1961 | Chuck McKinley Dennis Ralston            | Rafael Osuna Antonio Palafox                         | 6–3, 6–4, 2–6, 13–11      |
| 1962 | Rafael Osuna Antonio Palafox             | Chuck McKinley Dennis Ralston                        | 6–4, 10–12, 1–6, 9–7, 6–3 |
| 1963 | Chuck McKinley Dennis Ralston            | Rafael Osuna Antonio Palafox                         | 9–7, 4–6, 5–7, 6–3, 11–9  |
| 1964 | Chuck McKinley Dennis Ralston            | Mike Sangster Graham Stilwell                        | 6–3, 6–2, 6–4             |
| 1965 | Roy Emerson Fred Stolle                  | Frank Froehling Charles Pasarell                     | 6–4, 10–12, 7–5, 7–3      |
| 1966 | Roy Emerson Fred Stolle                  | Clark Graebner Dennis Ralston                        | 6–4, 6–4, 6–4             |
| 1967 | John Newcombe Tony Roche                 | Bill Bowrey Owen Davidson                            | 6–8, 9–7, 6–3, 6–3        |

### US Open
| Rok  | vítězové                            | poražení finalisté                         | výsledek                  |
| ---- | ----------------------------------- | ------------------------------------------ | ------------------------- |
| 1968 | Bob Lutz Stan Smith                 | Arthur Ashe Andrés Gimeno                  | 11–9, 6–1, 7–5            |
| 1969 | Ken Rosewall Fred Stolle            | Charles Pasarell Dennis Ralston            | 2–6, 7–5, 13–11, 6–3      |
| 1970 | Pierre Barthès Nikola Pilić         | Roy Emerson Rod Laver                      | 6–3, 7–6, 4–6, 7–6        |
| 1971 | John Newcombe Roger Taylor          | Stan Smith Erik van Dillen                 | 6–7, 6–3, 7–6, 4–6, [5-3] |
| 1972 | Cliff Drysdale Roger Taylor         | Owen Davidson John Newcombe                | 6–4, 7–6, 6–3             |
| 1973 | Owen Davidson John Newcombe         | Rod Laver Kenneth Rosewall                 | 7–5, 2–6, 7–5, 7–5        |
| 1974 | Bob Lutz Stan Smith                 | Patricio Cornejo Jaime Fillol              | 6–3, 6–3                  |
| 1975 | Jimmy Connors Ilie Năstase          | Tom Okker Marty Riessen                    | 6–4, 7–6                  |
| 1976 | Tom Okker Marty Riessen             | Paul Kronk Cliff Letcher                   | 6–4, 6–4                  |
| 1977 | Bob Hewitt Frew McMillan            | Brian Gottfried Raúl Ramírez               | 6–4, 6–0                  |
| 1978 | Bob Lutz Stan Smith                 | Marty Riessen Sherwood Stewart             | 1–6, 7–5, 6–3             |
| 1979 | Peter Fleming John McEnroe          | Bob Lutz Stan Smith                        | 6–2, 6–4                  |
| 1980 | Bob Lutz Stan Smith                 | Peter Fleming John McEnroe                 | 7–6, 3–6, 6–1, 3–6, 6–3   |
| 1981 | Peter Fleming John McEnroe          | Heinz Günthardt Peter McNamara             | bez boje                  |
| 1982 | Kevin Curren Steve Denton           | Victor Amaya Hank Pfister                  | 6–2, 6–7, 5–7, 6–2, 6–4   |
| 1983 | Peter Fleming John McEnroe          | Fritz Buehning Van Winitsky                | 6–3, 6–4, 6–2             |
| 1984 | John Fitzgerald Tomáš Šmíd          | Stefan Edberg Anders Järryd                | 7–6, 6–3, 6–3             |
| 1985 | Ken Flach Robert Seguso             | Henri Leconte Yannick Noah                 | 6–7, 7–6, 7–6, 6–0        |
| 1986 | Andrés Gómez Slobodan Živojinović   | Joakim Nyström Mats Wilander               | 4–6, 6–3, 6–3, 4–6, 6–3   |
| 1987 | Stefan Edberg Anders Järryd         | Ken Flach Robert Seguso                    | 7–6, 6–2, 4–6, 5–7, 7–6   |
| 1988 | Sergio Casal Emilio Sánchez         | Rick Leach Jim Pugh                        | bez boje                  |
| 1989 | John McEnroe Mark Woodforde         | Ken Flach Robert Seguso                    | 6–4, 4–6, 6–3, 6–3        |
| 1990 | Pieter Aldrich Danie Visser         | Paul Annacone David Wheaton                | 6–2, 7–6, 6–2             |
| 1991 | John Fitzgerald Anders Järryd       | Scott Davis David Pate                     | 6–3, 3–6, 6–3, 6–3        |
| 1992 | Jim Grabb Richey Reneberg           | Rick Leach Kelly Jones                     | 3–6, 7–6, 6–3, 6–3        |
| 1993 | Ken Flach Rick Leach                | Martin Damm Karel Nováček                  | 6–7, 6–4, 6–2             |
| 1994 | Jacco Eltingh Paul Haarhuis         | Todd Woodbridge Mark Woodforde             | 6–3, 7–6                  |
| 1995 | Todd Woodbridge Mark Woodforde      | Alex O'Brien Sandon Stolle                 | 6–3, 6–3                  |
| 1996 | Todd Woodbridge Mark Woodforde      | Jacco Eltingh Paul Haarhuis                | 4–6, 7–6, 7–6             |
| 1997 | Jevgenij Kafelnikov Daniel Vacek    | Jonas Björkman Nicklas Kulti               | 7–6, 6–3                  |
| 1998 | Sandon Stolle Cyril Suk             | Mark Knowles Daniel Nestor                 | 4–6, 7–6, 6–2             |
| 1999 | Sébastien Lareau Alex O'Brien       | Maheš Bhúpatí Leander Paes                 | 7–6, 6–4                  |
| 2000 | Lleyton Hewitt Max Mirnyj           | Ellis Ferreira Rick Leach                  | 6–4, 5–7, 7–6             |
| 2001 | Wayne Black Kevin Ullyett           | Donald Johnson Jared Palmer                | 7–6, 6–2, 6–3             |
| 2002 | Maheš Bhúpatí Max Mirnyj            | Jiří Novák Radek Štěpánek                  | 6–3, 3–6, 6–4             |
| 2003 | Jonas Björkman Todd Woodbridge      | Bob Bryan Mike Bryan                       | 5–7, 6–0, 7–5             |
| 2004 | Mark Knowles Daniel Nestor          | Leander Paes David Rikl                    | 6–3, 6–3                  |
| 2005 | Bob Bryan Mike Bryan                | Jonas Björkman Max Mirnyj                  | 6–1, 6–4                  |
| 2006 | Martin Damm Leander Paes            | Jonas Björkman Max Mirnyj                  | 6–7(5–7), 6–4, 6–3        |
| 2007 | Simon Aspelin Julian Knowle         | Lukáš Dlouhý Pavel Vízner                  | 7–5, 6–4                  |
| 2008 | Bob Bryan Mike Bryan                | Lukáš Dlouhý Leander Paes                  | 7–6(7–5), 7–6(12–10)      |
| 2009 | Lukáš Dlouhý Leander Paes           | Maheš Bhúpatí Mark Knowles                 | 3–6, 6–3, 6–2             |
| 2010 | Bob Bryan Mike Bryan                | Rohan Bopanna Ajsám Kúreší                 | 7–6(7–5), 7–6(7–4)        |
| 2011 | Jürgen Melzer Philipp Petzschner    | Mariusz Fyrstenberg Marcin Matkowski       | 6–2, 6–2                  |
| 2012 | Bob Bryan Mike Bryan                | Leander Paes Radek Štěpánek                | 6–3, 6–4                  |
| 2013 | Leander Paes Radek Štěpánek         | Alexander Peya Bruno Soares                | 6–1, 6–3                  |
| 2014 | Bob Bryan Mike Bryan                | Marcel Granollers Marc López               | 6–3, 6–4                  |
| 2015 | Pierre-Hugues Herbert Nicolas Mahut | Jamie Murray John Peers                    | 6–4, 6–4                  |
| 2016 | Jamie Murray Bruno Soares           | Pablo Carreño Busta Guillermo García-López | 6–2, 6–3                  |
| 2017 | Jean-Julien Rojer Horia Tecău       | Feliciano López Marc López                 | 6–4, 6–3                  |
| 2018 | Mike Bryan Jack Sock                | Łukasz Kubot Marcelo Melo                  | 6–3, 6–1                  |
| 2019 | Juan Sebastián Cabal Robert Farah   | Marcel Granollers Horacio Zeballos         | 6–4, 7–5                  |
| 2020 | Mate Pavić Bruno Soares             | Wesley Koolhof Nikola Mektić               | 7–5, 6–3                  |
| 2021 | Rajeev Ram Joe Salisbury            | Jamie Murray Bruno Soares                  | 3–6, 6–2, 6–2             |
| 2022 | Rajeev Ram Joe Salisbury            | Wesley Koolhof Neal Skupski                | 7–6(7–4), 7–5             |
| 2023 | Rajeev Ram Joe Salisbury            | Rohan Bopanna Matthew Ebden                | 2–6, 6–3, 6–4             |

## Statistiky

### Vícenásobní vítězové
| Tenista                  | éra       | éra  | éra     | roky vítězství                     |
| Tenista                  | amatérská | open | celkově | roky vítězství                     |
| ------------------------ | --------- | ---- | ------- | ---------------------------------- |
| Richard Sears (USA)      | 6         | 0    | 6       | 1882, 1883, 1884, 1885, 1886, 1887 |
| Holcombe Ward (USA)      | 6         | 0    | 6       | 1899, 1900, 1901, 1904, 1905, 1906 |
| Mike Bryan (USA)         | 0         | 6    | 6       | 2005, 2008, 2010, 2012, 2014, 2018 |
| James Dwight (USA)       | 5         | 0    | 5       | 1882, 1883, 1884, 1886, 1887       |
| Fred Alexander (USA)     | 5         | 0    | 5       | 1907, 1908, 1909, 1910, 1917       |
| Bill Tilden (USA)        | 5         | 0    | 5       | 1918, 1921, 1922, 1923, 1927       |
| Vincent Richards (USA)   | 5         | 0    | 5       | 1918, 1921, 1922, 1925, 1926       |
| George Lott (USA)        | 5         | 0    | 5       | 1928, 1929, 1930, 1933, 1934       |
| Bob Bryan (USA)          | 0         | 5    | 5       | 2005, 2008, 2010, 2012, 2014       |
| Harold Hackett (USA)     | 4         | 0    | 4       | 1907, 1908, 1909, 1910             |
| Jack Kramer (USA)        | 4         | 0    | 4       | 1940, 1941, 1943, 1947             |
| Gardnar Mulloy (USA)     | 4         | 0    | 4       | 1942, 1945, 1946, 1948             |
| Bill Talbert (USA)       | 4         | 0    | 4       | 1942, 1945, 1946, 1948             |
| Roy Emerson (AUS)        | 4         | 0    | 4       | 1959, 1960 1965, 1966              |
| Bob Lutz (USA)           | 0         | 4    | 4       | 1968, 1974, 1978, 1980             |
| Stan Smith (USA)         | 0         | 4    | 4       | 1968, 1974, 1978, 1980             |
| John McEnroe (USA)       | 0         | 4    | 4       | 1979, 1981, 1983, 1989             |
| Oliver Campbell (USA)    | 3         | 0    | 3       | 1888, 1891, 1892                   |
| Clarence Hobart (USA)    | 3         | 0    | 3       | 1890, 1893, 1894                   |
| Beals Wright (USA)       | 3         | 0    | 3       | 1904, 1905, 1906                   |
| Maurice McLoughlin (USA) | 3         | 0    | 3       | 1912, 1913, 1914                   |
| Tom Bundy (USA)          | 3         | 0    | 3       | 1912, 1913, 1914                   |
| Clarence Griffin (USA)   | 3         | 0    | 3       | 1915, 1916, 1920                   |
| Ted Schroeder (USA)      | 3         | 0    | 3       | 1940, 1941, 1947                   |
| Neale Fraser (AUS)       | 3         | 0    | 3       | 1957, 1959, 1960                   |
| Chuck McKinley (USA)     | 3         | 0    | 3       | 1961, 1963, 1964                   |
| Dennis Ralston (USA)     | 3         | 0    | 3       | 1961, 1963, 1964                   |
| Fred Stolle (AUS)        | 2         | 1    | 3       | 1965, 1966, 1968                   |
| John Newcombe (AUS)      | 1         | 2    | 3       | 1967, 1971, 1973                   |
| Peter Fleming (USA)      | 0         | 3    | 3       | 1979, 1981, 1983                   |
| Mark Woodforde (AUS)     | 0         | 3    | 3       | 1989, 1995, 1996                   |
| Todd Woodbridge (AUS)    | 0         | 3    | 3       | 1995, 1996, 2003                   |
| Leander Paes (IND)       | 0         | 3    | 3       | 2006, 2009, 2013                   |
| Rajeev Ram (USA)         | 0         | 3    | 3       | 2021, 2022, 2023                   |
| Joe Salisbury (GBR)      | 0         | 3    | 3       | 2021, 2022, 2023                   |